# Festival Internacional de Cine de San Sebastián 2013
La 61.ª edición del Festival Internacional de Cine de San Sebastián se celebró del viernes 20 al sábado 28 de septiembre de 2013 en San Sebastián. El festival se inauguró con el film Futbolín de Juan José Campanella y se cerró con El extraordinario viaje de T. S. Spivet de Jean-Pierre Jeunet.

## Jurados
Jurado de la Sección Oficial
- Todd Haynes, director, productor y escritor estadounidense (Presidente)
- Mariela Besuievsky, productora ejecutiva uruguaya
- Valeria Bruni Tedeschi, actriz francesa
- David Byrne, músico británico
- Paulina García, actriz y directora de teatro chilena
- Cesc Gay, director español
- Diego Luna, actor y director mexicano

Premio Horizontes
- Bruno Bettati, productor chileno (Presidente)
- Paul Julian Smith, crítico cinematográfico español
- Adriana Ugarte, actriz española

Nuevos Directores
- Marina Stavenhagen, guionista mexicana (Presidenta)
- Oskar Alegría, director y periodista español
- Carmen Cobos, productora española
- Sophie Mirouze, coordinadora del Festival Internacional de Cine de La Rochelle
- Karel Och, coordinador del Festival de Karlovy Vary

Premio Irizar al Cine Vasco
- Asier Altuna, realizador español (Presidente)
- Anari Alberdi, músico española
- Itziar Nogeras, gestora cultural española

Nest
- Amar Escalante, cineasta español

## Películas

### Sección oficial
Las 17 películas siguientes compitieron para el premio de la Concha de Oro a la mejor película:
| Título en España                     | Título original                      | Director(es)         | País                 |
| ------------------------------------ | ------------------------------------ | -------------------- | -------------------- |
| Caníbal                              | Caníbal                              | Manuel Martín Cuenca | España               |
| Club Sándwich                        | Club Sándwich                        | Fernando Eimbcke     | México               |
| Condenados                           | Devil's Knot                         | Atom Egoyan          | Estados Unidos       |
| Enemy                                | Enemy                                | Denis Villeneuve     | Canadá               |
| For Those Who Can Tell No Tales      | For Those Who Can Tell No Tales      | Jasmila Žbanic       | Bosnia y Herzegovina |
| La herida                            | La herida                            | Fernando Franco      | España               |
| Mi alma por ti sanada                | Mon âme par toi guérie               | François Dupeyron    | Francia              |
| October November                     | October November                     | Götz Spielmann       | Austria              |
| Pelo malo                            | Pelo malo                            | Mariana Rondón       | Venezuela            |
| Crónicas diplomáticas                | Quai d'Orsay                         | Bertrand Tavernier   | Francia              |
| Un largo viaje                       | The Railway Man                      | Jonathan Teplitzky   | Reino Unido          |
| Vivir es fácil con los ojos cerrados | Vivir es fácil con los ojos cerrados | David Trueba         | España               |
| Le Week-End                          | Le Week-End                          | Roger Michell        | Reino Unido          |

#### Fuera de competición
Las películas siguientes fueron seleccionadas para ser exhibidas fuera de competición: 
Largometrajes
| Título en español                      | Título original                                          | Director(es)         | País      |
| -------------------------------------- | -------------------------------------------------------- | -------------------- | --------- |
| Futbolín                               | Futbolín                                                 | Juan José Campanella | Argentina |
| El extraordinario viaje de T.S. Spivet | L'extravagant voyage du jeune et prodigieux T. S. Spivet | Jean-Pierre Jeunet   | Francia   |
| Las brujas de Zugarramurdi             | Las brujas de Zugarramurdi                               | Álex de la Iglesia   | España    |

### Horizontes latinos
El Premio Horizontes impulsa el conocimiento de los largometrajes producidos total o parcialmente en América Latina, dirigidos por cineastas de origen latino, o bien que tengan por marco o tema comunidades latinas del resto del mundo.
| Título original                                     | Director(es)               | País        |
| --------------------------------------------------- | -------------------------- | ----------- |
| Anina                                               | Alfredo Soderguit          | Uruguay     |
| De menor                                            | Caru Alves de Souza        | Brasil      |
| Wakolda                                             | Lucía Puenzo               | Argentina   |
| Heli                                                | Amat Escalante             | México      |
| La jaula de oro                                     | Diego Quemada-Díez         | México      |
| El lobo detrás de la puerta (O Lobo Atrás da Porta) | Fernando Coimbra           | Brasil      |
| Pensé que iba a haber fiesta                        | Victoria Galardi           | Argentina   |
| Raíz                                                | Matías Rojas Valencia      | Chile       |
| Tanta agua                                          | Ana Guevara, Leticia Jorge | Uruguay     |
| Who is Dayani Cristal?                              | Marc Silver                | Reino Unido |
| Workers                                             | José Luis Valle            | México      |

### Premios independientes

#### Perlas
Las 16 películas proyectadas en esta sección son largometrajes inéditos en España, que han sido aclamados por la crítica y/o premiados en otros festivales internacionales. Estas fueron las películas seleccionadas para la sección:
| Título en español             | Título original              | Director(es)                       | País           |
| ----------------------------- | ---------------------------- | ---------------------------------- | -------------- |
| 9 meses... de condena         | 9 mois ferme                 | Albert Dupontel                    | Francia        |
| Una cuestión de tiempo        | About Time                   | Richard Curtis                     | Reino Unido    |
| Dallas Buyers Club            | Dallas Buyers Club           | Jean-Marc Vallée                   | Estados Unidos |
| Fruitvale Station             | Fruitvale Station            | Ryan Coogler                       | Estados Unidos |
| Gloria                        | Gloria                       | Sebastián Lelio                    | Chile          |
| Gravity                       | Gravity                      | Alfonso Cuarón                     | Estados Unidos |
| Joven y bonita                | Jeune et jolie               | François Ozon                      | Francia        |
| El viento se levanta          | Kaze tachinu                 | Hayao Miyazaki                     | Japón          |
| El amor es un crimen perfecto | L'amour est un crime parfait | Arnaud Larrieu, Jean Marie Larrieu | Francia        |
| La imagen perdida             | L'image manquante            | Rithy Panh                         | Camboya        |
| Narco cultura                 | Narco cultura                | Shaul Schwarz                      | Estados Unidos |
| La mirada del hijo            | Pozitia copilului            | Calin Peter Netzer                 | Rumanía        |
| De tal padre, tal hijo        | Soshite Chichi Ni Naru       | Hirokazu Kore-eda                  | Japón          |
| La mirada del amor            | The Face of Love             | Arie Posin                         | Estados Unidos |
| Teorema zero                  | The Zero Theorem             | Terry Gilliam                      | Reino Unido    |
| Un toque de violencia         | Tian Zhu Ding                | Jia Zhangke                        | China          |

#### Nuevos Directores
Esta sección agrupa los primeros o segundos largometrajes de sus cineastas, inéditos o que solo han sido estrenados en su país de producción y producidos en el último año. Estas fueron las películas seleccionadas para la sección:
| Título en español     | Título original      | Director(es)                 | País           |
| --------------------- | -------------------- | ---------------------------- | -------------- |
| El perro japonés      | Câinele Japonez      | Tudor Cristian Jurgiu        | Rumanía        |
| The Blinding Sunlight | Ci yan de yang guang | Liu Yu                       | China          |
| El árbol magnético    | El árbol magnético   | Isabel de Ayguavives         | España         |
| El Rayo               | El Rayo              | Fran Araújo, ̟Ernesto de Nova | España         |
| De caballos y hombres | Hross í oss          | Benedikt Erlingsson          | Islandia       |
| La dune               | La dune              | Yossi Aviram                 | Francia        |
| Funeral at Noon       | Levaya betsahoraim   | Adam Sanderson               | Israel         |
| Las horas muertas     | Las horas muertas    | Aarón Fernández              | México         |
| Luton                 | Luton                | Michalis Konstantatos        | Grecia         |
| The Gambler           | Losejas              | Ignas Jonynas                | Lituania       |
| Paraíso               | Paraíso              | Mariana Chenillo             | México         |
| Mother of George      | Mother of George     | Andrew Dosunmu               | Estados Unidos |
| Puppylove             | Puppylove            | Delphine Lehericey           | Bélgica        |
| Wolf                  | Wolf                 | Jim Taihuttu                 | Países Bajos   |
| Yozgat Blues          | Yozgat Blues         | Mahmut Fazil Coskun          | Turquía        |
| The Green Jacket      | Zelena kofta         | Volodymyr Tykhyy             | Ucrania        |

#### Zabaltegi-Tabakalera
Esta sección agrupa trabajos filmográficos de cualquier metraje donde se busca nuevas miradas y formas. Estos fueron los trabajos seleccionados para la sección:
| Título en España                              | Título original                          | Director(es)                                | País           |
| --------------------------------------------- | ---------------------------------------- | ------------------------------------------- | -------------- |
| Alejandro Magno                               | Alexander                                | Oliver Stone                                | Estados Unidos |
| Cutie and the Boxer                           | Cutie and the Boxer                      | Zachary Heinzerling                         | Estados Unidos |
| Traffic Department                            | Drogówka                                 | Wojciech Smarzowski                         | Polonia        |
| Family Tour                                   | Family Tour                              | Liliana Torres                              | España         |
| El Rey de Canfranc                            | El Rey de Canfranc                       | José Antonio Blanco, Manuel Priede González | España         |
| Minúsculos: El valle de las hormigas perdidas | Minuscule: La vallée des fourmis perdues | Thomas Szabo, Hélène Giraud                 | Francia        |
| Hotzanak, por su propia seguridad (corto)     | Hotzanak, For Your Own Safety            | Izibene Oñederra                            | España         |
| Norte, the End of History                     | Norte, hangganan ng kasaysayan           | Lav Diaz                                    | Filipinas      |
| Mujer conejo                                  | Mujer conejo                             | Verónica Chen                               | Aergentina     |
| Serrat y Sabina: El símbolo y el cuate        | Serrat y Sabina: El símbolo y el cuate   | Francesc Relea                              | España         |
| Sigo siendo                                   | Sigo siendo                              | Javier Corcuera                             | Perú           |
| New World                                     | Sinsegye - Sin-se-gae                    | Park Hoon-jung                              | Corea del Sur  |
| La historia no contada de los Estados Unidos  | The Untold History of the United States  | Oliver Stone                                | Estados Unidos |
| A 20 pasos de la fama                         | Twenty Feet from Stardom                 | Morgan Neville                              | Estados Unidos |
| Lecciones de armonía                          | Uroki Garmonii                           | Emir Baigazin                               | Kazajistán     |
| Violet                                        | Violet                                   | Luiso Berdejo                               | España         |
| Cortando hierba (corto)                       | Cortando hierba (corto)                  | Asier Altuna                                | España         |

#### Encuentro Internacional de Estudiantes de Cine
Esta sección agrupa trabajos de estudiantes de escuelas de cine de todo el mundo, cuyos trabajos han sido previamente seleccionados, para que participen en proyecciones de sus cortometrajes. Estos fueron los trabajos seleccionados para la sección:
| Título original         | Director(es)            | País         |
| ----------------------- | ----------------------- | ------------ |
| Beshivhey Hayom         | Oren Adaf               | Israel       |
| Escenas previas         | Aleksandra Maciuszek    | Cuba-Polonia |
| Exil                    | Vladilen Vierny         | Francia      |
| Gorila baila            | Berenger Thouin         | Francia      |
| Guillaume le désespéré  | Tatjana Moutchnik       | Alemania     |
| La mujer perseguida     | Jerónimo Quevedo        | Argentina    |
| LebensLaenglich         | Liv Scharbatke          | Alemania     |
| Mélylevegö              | Claudia Kovacs          | Hungría      |
| No signs                | Muriel Kunz             | Suiza        |
| Pasakyk, kad neskaudės  | Marija Kavtaradzê       | Lituania     |
| Perfidias               | David Figueroa García   | México       |
| Shopping                | Vladilen Vierny         | Francia      |
| Soles de primavera      | Stefan Ivancic          | Serbia       |
| Über uns elektrizität ' | Christian Johannes Koch | Alemania     |
| Zan va shohar Karegar'  | Keywan Karimi           | Irán         |

### Otras secciones

#### Zinemira
Sección dedicada los largometrajes con un mínimo de un 20% de producción vasca que se estrenan mundialmente así como aquellos hablados mayoritariamente en euskera. Todos ellos son candidatos al Premio Irizar al Cine Vasco. Estas fueron las películas seleccionadas para la sección:
| Título en español              | Título en original     | Director(es)                    |
| ------------------------------ | ---------------------- | ------------------------------- |
| Las manos de mi madre          | Amaren eskuak          | Mireia Gabilondo                |
| Alardearen seme-alabak         | Alardearen seme-alabak | Eneko Olasagasti, Jone Karres   |
| Asier y yo                     | Asier ETA biok         | Aitor Merino, Amaia Merino      |
| El método Arrieta              | El método Arrieta      | Jorge Gil Munárriz              |
| Encierro 3D                    | Encierro 3D            | Olivier van der Zee             |
| Izenik Gabe 200x133            | Izenik Gabe 200x133    | Enara Goikoetxea, Monika Zumeta |
| Oírse                          | Oírse                  | David Arratibel                 |
| Una esvástica sobre el Bidasoa | Esbastika bat bidasoan | Alfonso Andrés, Javier Barajas  |

Zinemira Kimuak (cortometrajes)
| Título en original                | Director(es)                |
| --------------------------------- | --------------------------- |
| A political story                 | Lander Camarero             |
| Cólera                            | Aritz Moreno                |
| Democracia                        | Borja Cobeaga               |
| Hotzanak, por su propia seguridad | Izibene Oñederra            |
| Minerita                          | Raúl de la Fuente           |
| Una hora, un paso                 | Aitor Iturriza, Bernat Gual |
| Zela Trovke                       | Asier Altuna                |

#### Made in Spain
Sección dedicada a una serie de largometrajes españoles que se estrenan en el año. Estas fueron las películas seleccionadas para la sección:
| Título original          | Director(es)            |
| ------------------------ | ----------------------- |
| 15 años y un día         | Gracia Querejeta        |
| Ayer no termina nunca    | Isabel Coixet           |
| Con la pata quebrada     | Diego Galán             |
| Gente en sitios          | Juan Cavestany          |
| Invasor                  | Daniel Calparsoro       |
| La plaga                 | Neus Ballús             |
| Los amantes pasajeros    | Pedro Almodóvar         |
| Los ilusos               | Jonás Trueba            |
| Mapa                     | León Siminiani          |
| Otel·lo                  | Hammudi Al-Rahmoun Font |
| Una pistola en cada mano | Cesc Gay                |

#### Culinary Zinema
Sección no competitiva creada en colaboración con el Festival Internacional de Cine de Berlín y organizada conjuntamente con el Basque Culinary Center para unir el cine, la gastronomía y el desarrollo de diversas actividades relacionadas con la alimentación. Estas fueron las películas seleccionadas para la sección:
| Título en español                              | Título en original                           | Director(es)      | País          |
| ---------------------------------------------- | -------------------------------------------- | ----------------- | ------------- |
| A la bizkaina                                  | A la bizkaina                                | Aritz Galarza     | España        |
| Como agua para chocolate                       | Como agua para chocolate                     | Alfonso Arau      | México        |
| El Somni, del Celler de Can Roca               | El Somni, del Celler de Can Roca             | Franc Aleu        | España        |
| El samurai cocinero: Una historia de amor real | Bushi no kondate                             | Yuzo Asahara      | Japón         |
| Love and Lemons                                | Små citroner gula                            | Teresa Fabik      | Suecia        |
| Final Recipe                                   | Final Recipe                                 | Gina Kim          | Corea del Sur |
| Jadoo                                          | Jadoo                                        | Amit Gupta        | Reino Unido   |
| Make Hummus Not War                            | Make Hummus Not War                          | Trevor Graham     | Australia     |
| Drops of Heaven                                | Tennoshizuku tatsumi Yoshiko 'Inochi-no-soup | Atsunori Kawamura | Japón         |

#### Cine en Construcción 24
Este espacio, coordinado por el propio Festival juntamente con Cinélatino, Rencontres de Toulouse, se exhiben producciones latinoamericanas en fase de postproducción. Estas fueron las películas seleccionadas para la sección:
| Título en original           | Director(es)                  | País      |
| ---------------------------- | ----------------------------- | --------- |
| Historia del miedo           | Benjamín Naishtat             | Argentina |
| La comodidad en la distancia | Jorge Yacoman                 | Chile     |
| La Salada                    | Juan Martín Hsu               | Argentina |
| Matar a un hombre            | Alejandro Fernández Almendras | Chile     |
| Pantanal                     | Andrew Sala                   | Argentina |
| Nacimiento                   | Martín Mejía Rugeles          | Colombia  |

#### Savage Cinema
Esta sección recoge el cine de aventura y deportes de acción creada en 2013 en colaboración con Red Bull Media House. Estas fueron las películas seleccionadas para la sección:
| Título en español                        | Título en original                       | Director(es)                                                     | País           |
| ---------------------------------------- | ---------------------------------------- | ---------------------------------------------------------------- | -------------- |
| Cerro Torre: A Snowball's Chance in Hell | Cerro Torre: A Snowball's Chance in Hell | Thomas Dirnhofer                                                 | Austria        |
| Into the Mind                            | Into the Mind                            | Eric Crosland, Dave Mossop                                       | Canadá         |
| Spirit of Akasha                         | Spirit of Akasha                         | Andrew Kidman                                                    | Australia      |
| The Crash Reel                           | The Crash Reel                           | Lucy Walker                                                      | Estados Unidos |
| Buena vida                               | Bella Vita                               | Jason Baffa                                                      | Italia         |
| Héroes por naturaleza: McConkey          | McConkey                                 | Rob Bruce, Scott Gaffney, Murray Wais, Steve Winter, David Zieff | Estados Unidos |
| Morning of the Earth                     | Morning of the Earth                     | Albert Falzon                                                    | Estados Unidos |

### Retrospectivas

#### Retrospectiva clásica. Homenaje aNagisa Oshima
La retrospectiva de ese año fue dedicado a la obra de Nagisa Oshima. Se proyectó la totalidad de su filmografía.
| Título en español               | Título en original                 | Año  |
| ------------------------------- | ---------------------------------- | ---- |
| El imperio de la pasión         | Ai-No borei                        | 1978 |
| El imperio de los sentidos      | Ai no korîda                       | 1976 |
| El chico que vendía palomas     | Ai to kibo no machi                | 1959 |
| El rebelde                      | Amakusa Shiro tokisada - The Rebel | 1962 |
| Tomorrow's Sun                  | Asu no taiyô                       | 1959 |
| Los placeres de la carne        | Etsuraku                           | 1965 |
| La ceremonia                    | Gishiki                            | 1971 |
| Violencia a pleno sol           | Hakuchu no torima                  | 1966 |
| Tres borrachos resucitados      | Kaette kita yopparai               | 1968 |
| Gohatto                         | Gohatto                            | 1999 |
| El ahorcamiento                 | Koshikei                           | 1968 |
| Kyoto, la ciudad de mi madre    | Kyoto, My Mother's Place           | 1991 |
| Max, mi amor                    | Max, mon amour                     | 1986 |
| Feliz Navidad, Mr. Lawrence     | Senjo no Merry Christmas           | 1983 |
| Hermana de verano               | Natsu no imoto                     | 1972 |
| Cien años de cine japonés       | Nihon eiga no hyaku nen            | 1995 |
| Noche y niebla en Japón         | Nihon no yoru to kiri              | 1960 |
| Band of Ninja                   | Ninja bugei-cho                    | 1967 |
| Historias crueles de juventud   | Seishun zankoku monogatari         | 1960 |
| La presa                        | Shiiku                             | 1961 |
| Diario de un ladrón de Shinjuku | Shinjuku dorobo nikki              | 1968 |
| El muchacho                     | Shônen                             | 1969 |
| El entierro del sol             | Taiyo no Hakaba                    | 1960 |
| Murió después de la guerra      | Tokyo senso sengo hiwa             | 1970 |
| Diario de Yumbogi               | Yunbogi no nikki                   | 1965 |

#### Retrospectiva temática: Animatopia. Los nuevos caminos del cine de animación
En esta edición, la retrospectiva se centra en una visión sobre la producción internacional del cine de animación durante la última década.
| Título en español                                     | Título en original                                                        | Director                                                                                   | País                | Año  |
| ----------------------------------------------------- | ------------------------------------------------------------------------- | ------------------------------------------------------------------------------------------ | ------------------- | ---- |
| $9.99                                                 | $9.99                                                                     | Tatia Rosenthal                                                                            | Israel              | 2008 |
| Autobiografía de un mentiroso                         | A Liar's Autobiography: The Untrue Story of Monty Python's Graham Chapman | Bill Jones, Jeff Simpson, Ben Timlett                                                      | Reimno Unido        | 2012 |
| Alois Nebel                                           | Alois Nebel                                                               | Tomáš Lunák                                                                                | República Checa     | 2011 |
| Arrugas                                               | Arrugas                                                                   | Ignacio Ferreras                                                                           | España              | 2011 |
| Chico & Rita                                          | Chico & Rita                                                              | Fernando Trueba, Javier Mariscal, Tono Errando                                             | España              | 2010 |
| Crulic, camino al más allá                            | Crulic - drumul spre dincolo                                              | Anca Damian                                                                                | Rumanía             | 2011 |
| De profundis                                          | De profundis                                                              | Miguelanxo Prado                                                                           | España              | 2006 |
| The King of Pigs                                      | Dae gi eui wang                                                           | Yeon Sang-ho                                                                               | Corea del Sur       | 2011 |
| Fantastic Mr. Fox                                     | Fantastic Mr. Fox                                                         | Wes Anderson                                                                               | Estados Unidos      | 2009 |
| Gordo, calvo y bajito                                 | Gordo, calvo y bajito                                                     | Carlos Osuna                                                                               | Colombia            | 2012 |
| Hear high                                             | Hear high                                                                 | Bill Plympton                                                                              | Estados Unidos      | 2004 |
| El lienzo                                             | Le tableau                                                                | Jean-François Laguionie                                                                    | Francia             | 2011 |
| Mind Game                                             | Maindo Gêmu                                                               | Masaaki Yuasa                                                                              | Japón               | 2004 |
| Mary and Max                                          | Mary and Max                                                              | Adam Elliot                                                                                | Australia           | 2009 |
| Metropia                                              | Metropia                                                                  | Tarik Saleh                                                                                | Suecia              | 2008 |
| My Life as McDull                                     | My Life as McDull                                                         | Toe Yuen                                                                                   | Hong Kong           | 2001 |
| El distrito                                           | Nyócker!                                                                  | Andrey Paounov                                                                             | Hungría             | 2004 |
| Paprika, detective de los sueños                      | Papurika                                                                  | Satoshi Kon                                                                                | Japón               | 2006 |
| Fear(s) of the Dark                                   | Peur[s] du noir                                                           | Blutch, Charles Burns, Marie Caillou, Pierre Di Sciullo, Lorenzo Mattotti, Richard McGuire | Francia             | 2007 |
| Tachigui: The Amazing Lives of the Fast Food Grifters | Tachiguishi retsuden                                                      | Mamoru Oshii                                                                               | Japón               | 2006 |
| Princess                                              | Princess                                                                  | Anders Morgenthaler                                                                        | Dinamarca           | 2006 |
| Una vida errante                                      | Tatsumi                                                                   | Eric Khoo                                                                                  | Singapur            | 2011 |
| El afinador de terremotos                             | The Piano Tuner of Earthquakes                                            | Timothy Quay, Stephen Quay                                                                 | Reino Unido-Rumanía | 2005 |
| Vals con Bashir                                       | Waltz with Bashir                                                         | Ari Folman                                                                                 | Israel              | 2008 |
| Walking life                                          | Walking life                                                              | Richard Linklater                                                                          | Estados Unidos      | 2001 |

## Palmarés

### Premios oficiales
Premios oficiales:
- Concha de Oro: Pelo malo de Mariana Rondón
- Premio especial del jurado: La herida de Fernando Franco
- Concha de Plata al mejor director: Fernando Eimbcke por Club Sándwich
- Concha de Plata a la mejor actriz: Marián Álvarez por La herida
- Concha de Plata al mejor actor: Jim Broadbent por Le Week-End
- Premio del jurado a la mejor fotografía: Pau Esteve Birba  por Caníbal
- Premio del jurado al mejor guion: Antonin Baudry, Christophe Blain, Bertrand Tavernier por Crónicas diplomáticas

### Premios honoríficos
Premio Donostia
- Hugh Jackman[16]
- Carmen Maura[17]

Premio Zinemiraː
- Juanba Berasategi

### Otros premios oficiales
- Premio Kutxa Nuevos Directores: De caballos y hombres de Benedikt Erlingsson
- Premio Horizontes: El lobo detrás de la puerta de Fernando Coimbra

#### Premio Encuentro Internacional de Estudiantes de Cine
- Premio Panavision: Escenas previas de Aleksandra Maciuszek
- Premio de la Agencia FREAK: Escenas previas de Aleksandra Maciuszek
- Participación en el Short film corner del Festival de CANNES: 
  - Escenas previas de Aleksandra Maciuszek
  - Beshivhey Hayom de Oren Adaf
  - Guillaume le désespéré de Tatjana Moutchnik

#### Premios del público
- Premio del público: De tal padre, tal hijo de Hirokazu Kore-eda
- Premio película europea: Una cuestión de tiempo de Richard Curtis
- Premio Irizar al Cine Vasco: Asier eta biok / Asier y yo de Amaia Merino y Aitor Merino
- Premio de la juventud: Wolfde Jim Taihuttu

#### Premios de la industria
- Premios Cine en Construcción:La Salada de Juan Martín Hsu
- Foro de Coproducción España-América Latina. Premio EGEDA al Mejor Proyecto: El acompañante de Pavel Giroud

Mención especial : La tierra y la sombra de César Augusto Acevedo

#### Premios no oficiales
- Premio TVE - Otra Mirada: Joven y bonita de François Ozon

#### Premios paralelos
- Premio FIPRESCI: Crónicas diplomáticas de  Bertrand Tavernier
- Premio SIGNIS: Un largo viaje de Jonathan Teplitzky

Mención especial : Pelo malo de Mariana Rondón
Mención especial : October November de Götz Spielmann
- Premio de la Asociación de Donantes de Sangre de Gipuzkoa, a la Solidaridad / Elkartasun Saria: Mi alma por ti sanada de François Dupeyron
- Premio Sebastiane: Dallas Buyers Club de Jean-Marc Vallée

Mención especial : Pelo malo de Mariana Rondón